# Tanaica Montes
I Tanaica Montes sono una struttura geologica della superficie di Marte.